# درونایا استانتسی کاباکوو
درونایا استانتسی کاباکوو (انگلیسی: Derevnya stantsii Kabakovo) یک شهرک در شهرستان کارماسکالینسکی استان باشقیرستان کشور روسیه است.